# Upłaziki

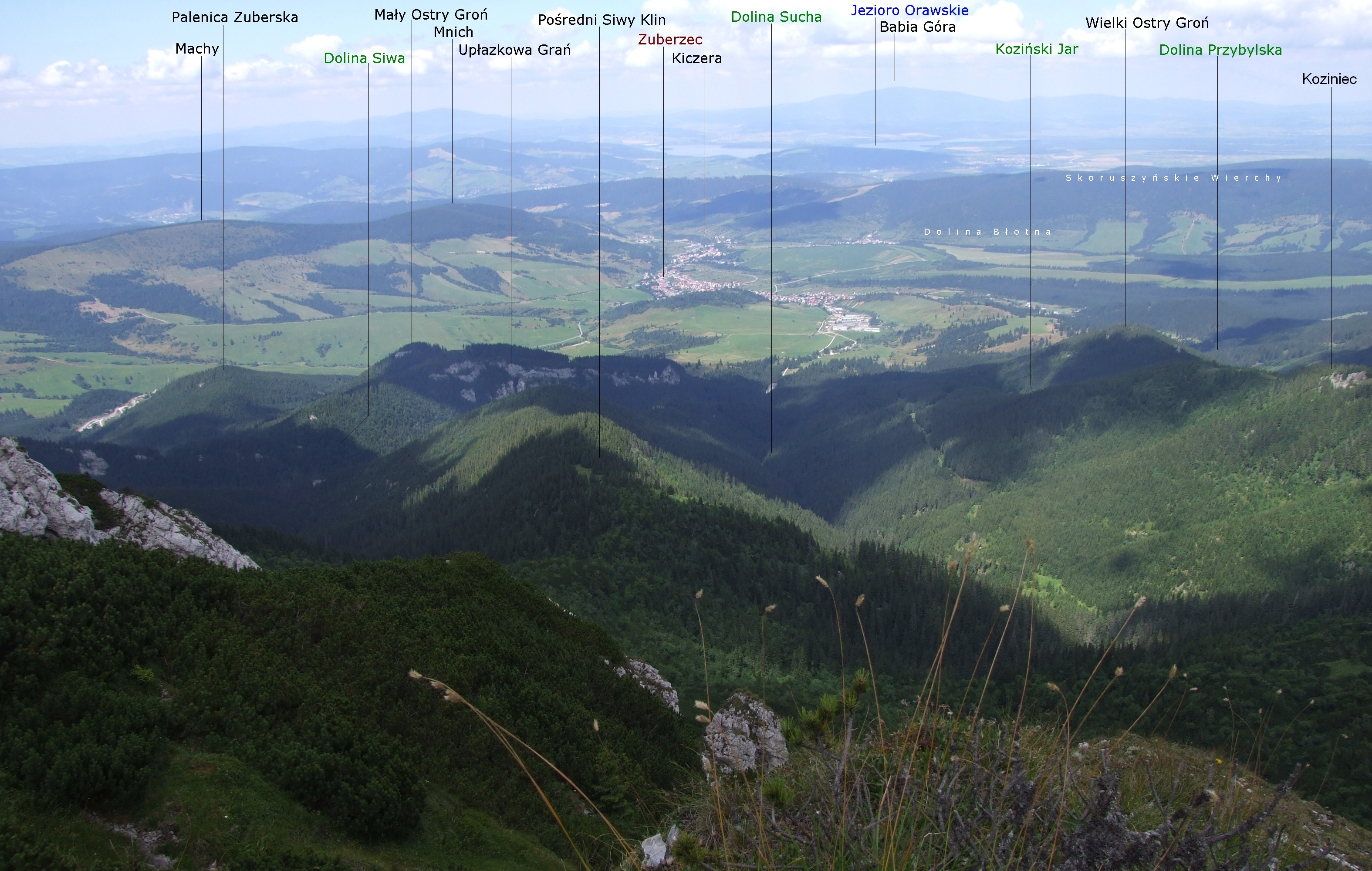
Widok z Siwego Wierchu

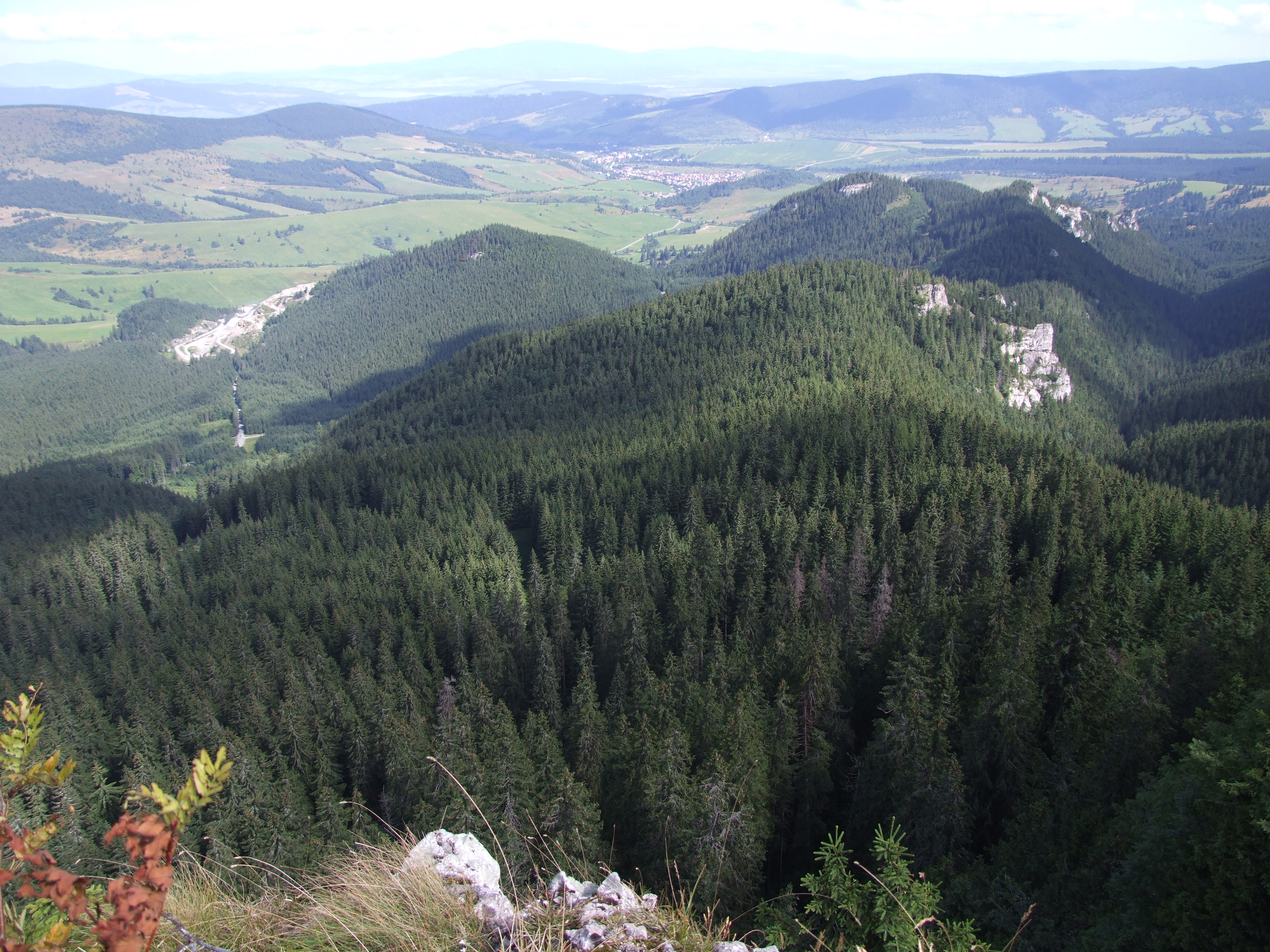
Upłaziki, widok z Białej Skały

Upłaziki (słow. hrebeň Úplazíkov, Úplazíky) – boczna grań odbiegająca w północnym kierunku od znajdującej się w grani głównej Tatr Białej Skały (1376 m). Zakończona jest wybitną turnią zwaną Siwą Basztą. Grań ta oddziela górną część Doliny Siwej od położonej po zachodniej stronie Doliny Borowej Wody (a dokładniej jej odnogi – Doliny Spadowego Potoku).
Zbudowana z wapieni grań, w wielu miejscach tworzących gołe wapienne skały, jest siedliskiem bogatej flory roślin wapieniolubnych. Skały te w gwarze ludowej nazywają się Kamienne Mleko (Kamenné mlieko). W dolnej części grani, na jej grzbiecie i stokach Doliny Siwej w 1974 utworzono ścisły rezerwat przyrody o powierzchni 31,19 ha. Znajdują się w nim zbudowane z dolomitów skały o wysokości 100–150 m, stanowiska cisa, róży alpejskiej i licznych gatunków roślin kwiatowych. W lesie porastającym rezerwat oprócz pospolitych w Tatrach świerków z domieszką jodły, występuje rzadki w Tatrach jawor i buk. Odkryto tutaj również gniazda orła.
Powyżej skał Kamienne Mleko od Upłazkowej Grani w północno-zachodnim kierunku odgałęzia się krótki grzbiet do Małego Ostrego Gronia. Cała grań Upłazików znajduje się na obszarze TANAP-u i nie prowadzi przez nią żaden szlak turystyczny.
Nazwę Upłazkowa Grań ma też północno-zachodnia grań Upłazkowej Turni w Dolinie Kościeliskiej w polskich Tatrach.